# Turbo Dismount
Turbo Dismount es un videojuego de simulación de vehículos de 2014 desarrollado y publicado por el desarrollador finlandés Secret Exit Ltd. para iOS, Android, macOS y Microsoft Windows. El juego se presentó por primera vez en GDC 2013 y se lanzó en acceso anticipado el año siguiente, el 10 de enero de 2014, y permaneció en acceso temprano hasta su lanzamiento completo en Steam en mayo de 2014. Turbo es el último de la serie Dismount y sirve como continuación de Stair Dismount, desarrollado bajo su nombre original tAAt. Al igual que los otros juegos de la serie, el objetivo del juego es causar el mayor caos posible.
El modo de juego de Turbo Dismount implica que el jugador coloque un muñeco de prueba de choque en uno de una amplia selección de vehículos y trate de causar el mayor daño posible para acumular puntos y lograr una puntuación alta. Después de cada accidente, el jugador puede elegir ver el accidente con una función de repetición ajustable. El juego también permite al jugador crear sus propios cursos y compartirlos con otros jugadores en línea.
El juego recibió críticas generalmente positivas, y los críticos elogiaron la presentación y la cámara, pero fue criticado por tener un alcance limitado. El juego se ha descargado más de 500 000 veces en Steam.

## Modo de juego
Turbo Dismount es un simulador de vehículos centrado en la física ragdoll, muy parecido a los otros juegos de la serie Dismount que comenzaron con Stair Dismount en 2002. El jugador está a cargo de un muñeco de prueba de choque, que puede llamarse Sr. o Sra. Dismount dependiendo de cuál elija el jugador, que se puede colocar en una variedad de vehículos. El muñeco también puede cambiar de posición en el vehículo para cambiar los resultados del choque.  Algunos ejemplos de vehículos entre los que el jugador puede elegir son un coche deportivo, un camión, un autobús, un camión de bomberos o un triciclo; cada uno de los cuales varía en formas y estadísticas. En el momento del lanzamiento del juego en acceso anticipado, el juego presentaba 10 vehículos y 13 niveles para que el jugador eligiera.
Dentro de los cursos intensivos, el jugador puede colocar obstáculos como paredes de ladrillos, rampas y plataformas turbo para cambiar el resultado del choque. El jugador también puede ser perseguido por coches de policía. Luego, el jugador puede enviar el vehículo usando caminos preestablecidos a un nivel para causar daño y acumular puntos para intentar superar la puntuación más alta. Alternativamente, el jugador puede cambiar a la dirección manual, si el nivel lo permite, para poder controlar dónde choca. Una vez que se completa el accidente, el jugador puede usar una función de rebobinado instantáneo que le permite reproducir el accidente desde diferentes ángulos de cámara y velocidades de reproducción. La función de repetición del juego permite a los jugadores grabar y compartir sus accidentes en las redes sociales. Además de esto, la versión Steam de Turbo Dismount permite a los jugadores crear sus propios niveles que pueden compartirse en la plataforma Steam para que otros jugadores los descarguen.

## Desarrollo

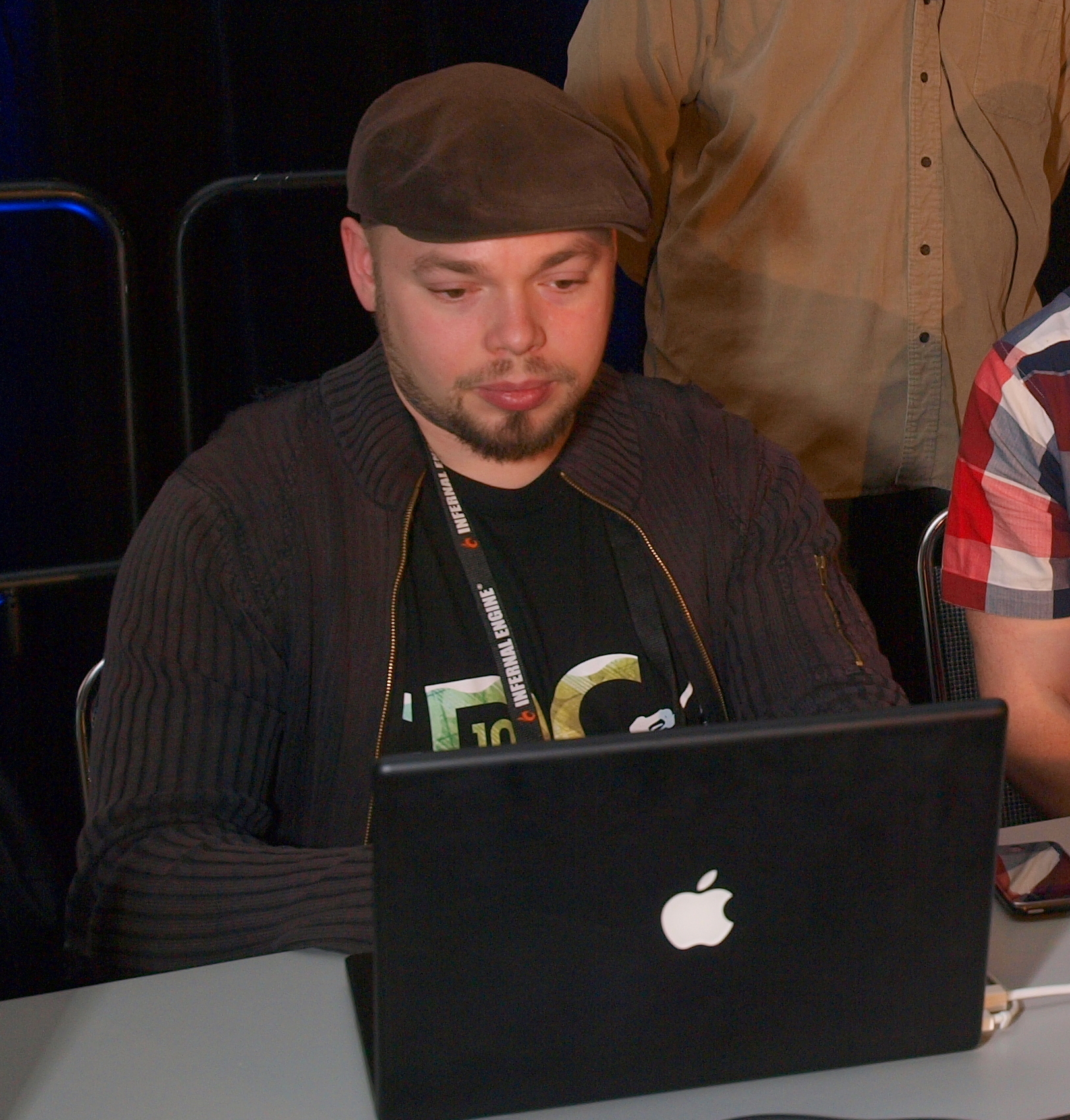
Jani Kahrama, director ejecutivo de Secret Exit, en GDC 2010.

Turbo Dismount fue desarrollado y publicado por el desarrollador de juegos finlandés Secret Exit Ltd., con el fundador y director ejecutivo de la compañía, Jani Kahrama, como codesarrollador del juego junto con los desarrolladores Jouni Tuovinen, Niko Stenberg y Taina Myöhänen, acreditados bajo Team Secret Exit. El juego fue desarrollado utilizando el motor de juego Unity.
Durante el desarrollo del juego, Team Secret Exit quería ir en contra del estándar de la mayoría de los simuladores de física ragdoll al hacer que Mr. Dismount fuera un personaje más comprensivo con el jugador. Una forma en que los desarrolladores mostraron esto fue haciendo que el Sr. Dismount se aferrara a los vehículos, haciendo que pareciera que el muñeco se agarra con fuerza cuando el vehículo es enviado a estrellarse. Durante una entrevista con Kill Screen, Kahrama continuó diciendo que los muñecos de choque se inspiraron en «pequeños maniquíes de madera articulados» y fue citado diciendo:

Mr. Dismount no es un muñeco de pruebas de choque, es una abstracción de una figura humana; al tener un estilo visual abstracto y simplificado, la atención del espectador no está en los detalles de la superficie, sino en el movimiento mismo.

Otra forma en que los desarrolladores intentaron hacer que el jugador sintiera empatía hacia el Sr. Dismount fue haciendo que el jugador se concentrara en el diseño de sonido del muñeco durante el choque. Al hacer que el Sr. Dismount haga sonidos espantosos durante los impactos, sin el uso de imágenes sangrientas, Kahrama cree que evocaría «una respuesta emocional más fuerte que la violencia gráfica total».

### Lanzamiento
Turbo Dismount se presentó por primera vez en GDC 2013 y se describió como una continuación de Stair Dismount. Inicialmente, el lanzamiento del juego estaba programado para finales de 2013, con la versión móvil lanzada primero y los desarrolladores apuntando a un lanzamiento en Steam más adelante con Steam Greenlight. Durante una charla en Pocket Gamer Connects Helsinki en noviembre de 2016, Jani Kahrama mencionó que durante el desarrollo de Turbo Dismount, Secret Exit estuvo al borde de la bancarrota, por lo que decidieron lanzar una demostración web jugable antes de pasar por Steam Greenlight, que Kahrama dijo que pasó bastante rápido. Secret Exit terminó lanzando el juego en Steam en acceso anticipado el 10 de enero de 2014, y la versión completa se lanzó más tarde, el 21 de mayo del mismo año. Posteriormente, el juego se llevó a la App Store el 24 de septiembre de 2014, y a Google Play Store el 12 de noviembre, este último optimizado para la Nvidia Shield Tablet. La versión móvil del juego está basada en freemium, con 3 niveles y vehículos disponibles al principio.  El juego se puede comprar en su totalidad o las compras dentro de la aplicación se pueden usar para comprar niveles individualmente, y cada compra reduce el precio total del juego.
Según Kahrama, el juego ya se había vuelto rentable cuando finalizó el acceso anticipado y continuó diciendo que la versión móvil del juego se convirtió en la más rentable. Un aspecto de este éxito se atribuyó a YouTube, afirmando que creadores de contenido como PewDiePie y Markiplier fueron clave para ayudar a que este juego fuera visible para una audiencia más amplia.

### Actualizaciones
Otro aspecto del éxito del juego se atribuyó al flujo constante de actualizaciones. En noviembre de 2016, Turbo Dismount se actualizó 22 veces y cada actualización agregó al menos un nuevo vehículo, cosmético o nivel. En ocasiones las actualizaciones pueden estar relacionadas con las estaciones; en 2014 y 2016 para sus respectivas temporadas de invierno, agregaron un cosmético de cabeza de pavo y un vehículo sofá respectivamente. Mientras tanto, en el verano de 2015, agregaron una superbike, un nivel y nuevos cosméticos relacionados con el verano. Para celebrar la fecha en que se ambienta Back to the Future Part II, se lanzó una actualización que agregó un homenaje a la máquina del tiempo DMC DeLorean en forma del vehículo «LeDorean».
Durante una actualización en febrero de 2015, se otorgó dirección manual en todos los niveles del juego y también se introdujo el peligro del coche de policía. Además, se agregaron nuevos tipos de muñecos en un paquete de personajes gratuito. Más tarde, ese mismo año, además de un nuevo vehículo y cosméticos, se agregó soporte para iPhone 6s y iPad Pro.

## Recepción

### Reseñas críticas
Turbo Dismount recibió críticas «generalmente favorables» según el sitio web agregador de reseñas Metacritic, logrando una puntuación de 85/100 según 5 reseñas. 
Los críticos en general elogiaron el juego por su presentación y violencia caricaturesca. Muchos afirmaron que la diversión del juego surgió al observar el caos que podría causarse. Andrew Fretz de Touch Arcade describió la disonancia entre el aspecto de ser un «simulador de física alegre» y el de «colisiones y desmembramientos a alta velocidad» como uno de los grandes placeres del juego para él.  La violencia caricaturesca del juego hizo que Nadia Oxford de Pocket Gamer recomendara el juego a los «fanáticos de la comedia física de Los Tres Chiflados». 
Otros aspectos del juego que fueron recibidos positivamente fueron la cámara y la función de repetición. Se describió que la función de repetición tiene muchas opciones para revisar los fallos; Según Gamezebo, la característica era apoyar la jugabilidad al máximo.  Pocket Gamer describió la cámara como muy bien hecha por ser totalmente ajustable. 
Las críticas fueron variadas sobre la sustancia general del juego, describiéndolo como «un poco superficial». Carter Dotson de Gamezebo señaló que si bien Turbo Dismount era divertido y tenía variedad, tenía «alcance limitado» y «repetitivo»; detallando que el juego no tenía mucho que ofrecer fuera de la jugabilidad principal y dijo que esto probablemente se reducía al concepto más que a la ejecución. 

### Ventas
En Steam, se cree que el juego se descargó entre 500 000 y 1 000 000 de veces según los datos de Steam Spy. Para la versión de iOS, el juego apareció entre las 10 aplicaciones gratuitas más descargadas durante 2 semanas después del lanzamiento.